# Padrão
Een padrão (Portugees voor patroon) was een pilaar geplaatst door Portugese ontdekkingsreizigers om de aanspraken op soevereiniteit te markeren en ook als wegwijzer. Meestal ging het om stenen zuilen waarop een inscriptie en het wapen van Portugal waren aangebracht, bekroond met een kruis. De inscripties gaven het jaar van de oprichting en de naam van de navigator en van de regerende koning aan in het Latijn en het Portugees.
Vanaf 1482 plaatsten de Portugese kolonisten padrões op de kusten die ze bereikten. Ze kozen hiervoor prominente locaties, zoals kapen of estuaria. Met een padrão werd geen controle over het binnenland geclaimd, want de ambities van de Portugese koning waren in dit stadium maritiem, zoals bleek uit zijn titel "heer van de navigatie van Guinea". De eerste ontdekkingsreiziger die dergelijke zuilen plaatste was Diogo Cão. Hij was in 1482 vertrokken met de nodige sculpturen aan boord en richtte de eerste daarvan op toen hij de monding van de Congo vond. Het was een drietalige stenen zuil in het Latijn, Portugees en Arabisch. Zijn tweede padrão kwam aan de Angolese Cabo de Santa Maria, waar hij hoopte dat de zuidkant van het Afrikaanse continent begon. Bartolomeu Dias plaatste in 1488 een zuil op Kwaaihoek. Andere ontdekkingsreizigers die padrões hebben opgericht, zijn Pêro da Covilhã, Vasco da Gama, Gonçalo Coelho en Jorge Álvares.
Sommige originele zuilen waren van hout en zijn vergaan. Vele werden in de 19e eeuw weggevoerd naar Europese musea. Originele padrões zijn ontdekt in Namibië en Indonesië.

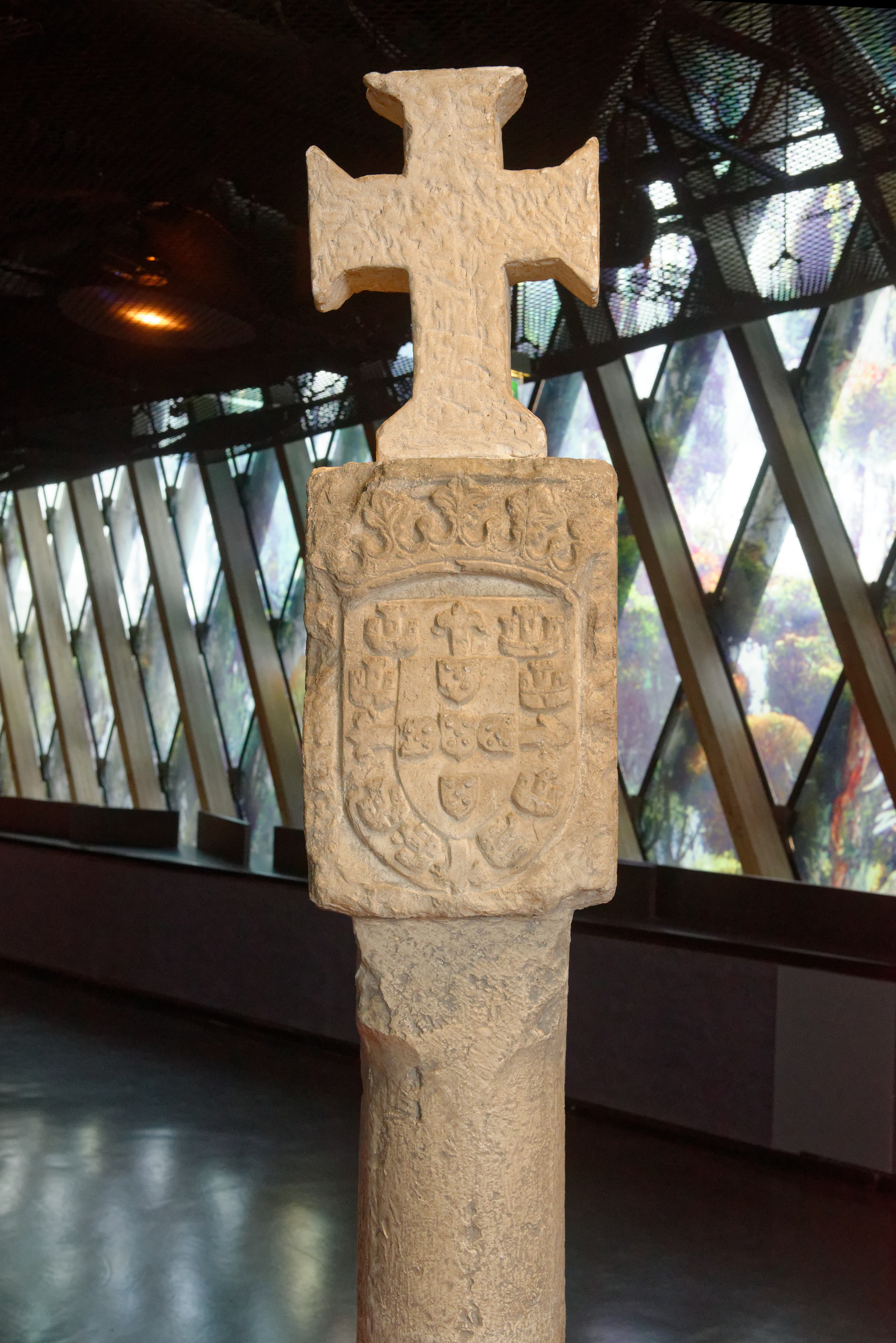
Replica van Cão's Angolese zuil uit 1482
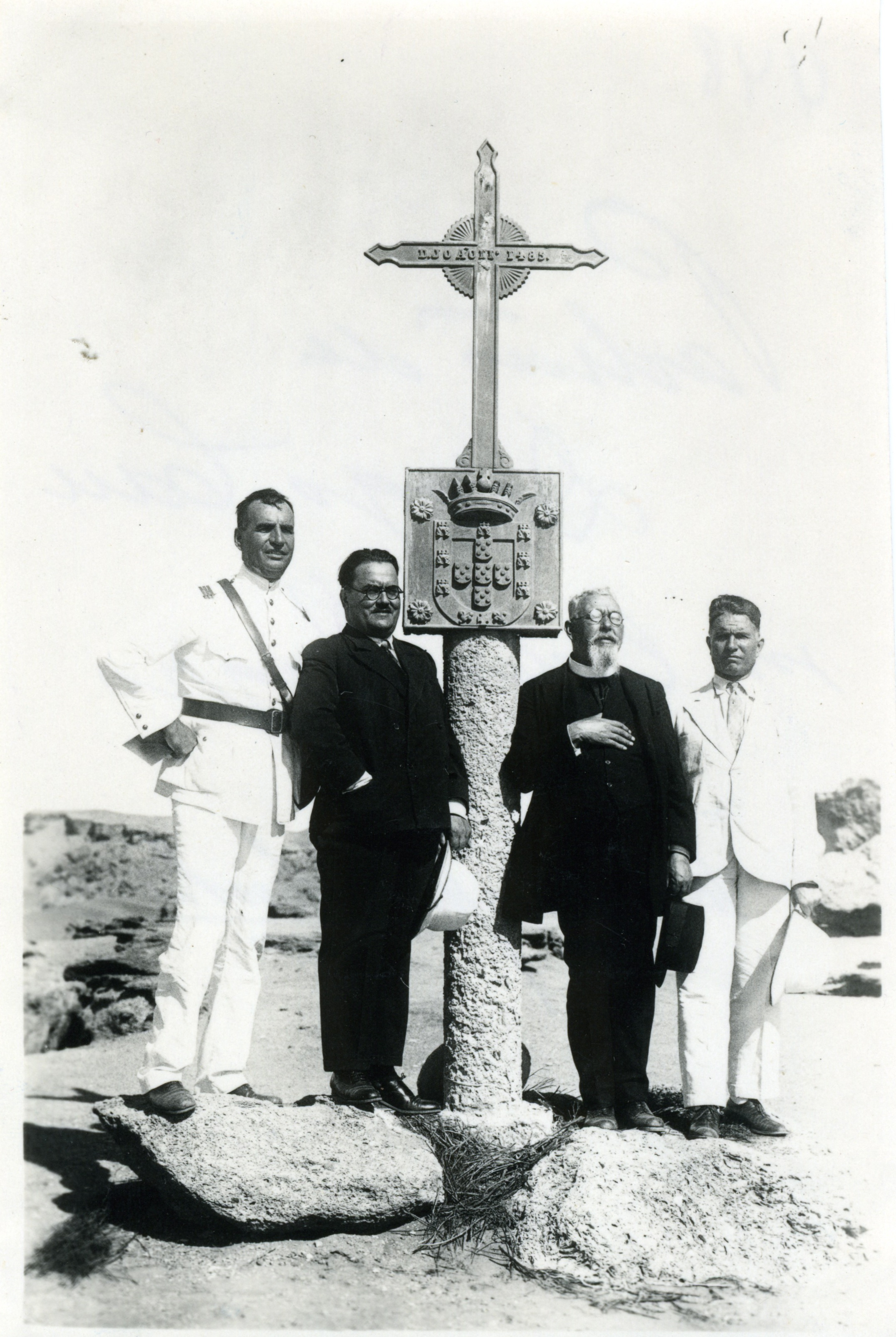
Padrão van Cabo Negro in Angola (1931)
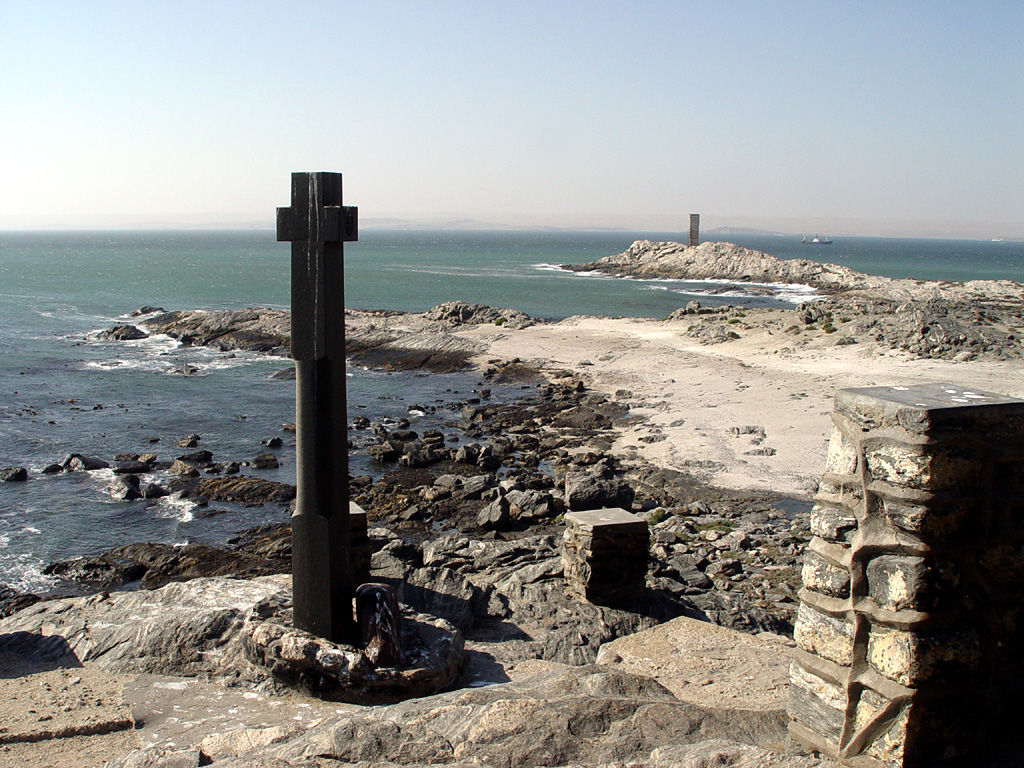
Replica van Dias' padrão uit 1487 in Lüderitz
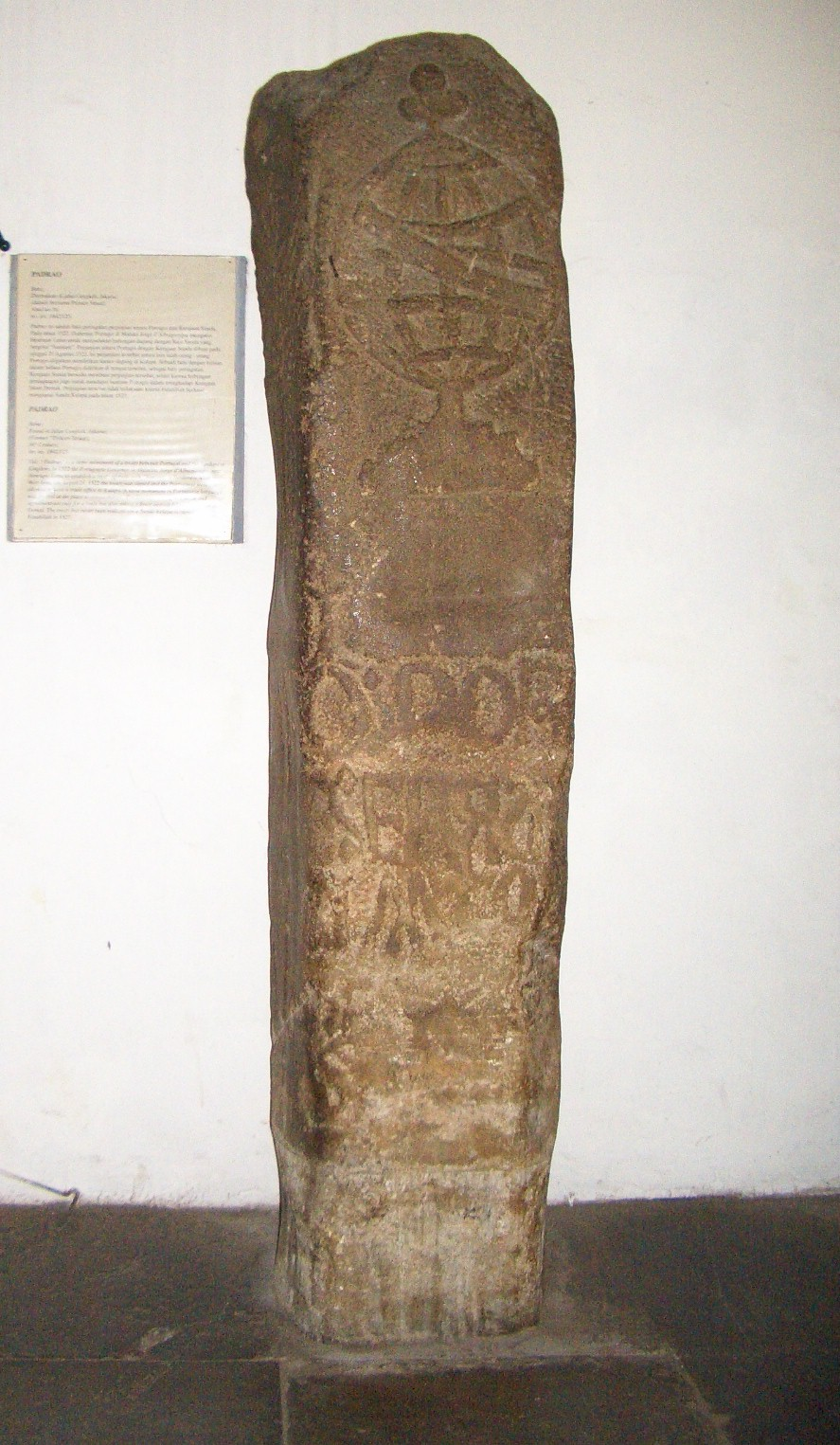
Padrão van Soenda (1522)

## Voetnoten
1. ↑  David Abulafia, The Boundless Sea. A Human History of the Oceans, 2019, p. 512
2. ↑  (en) David Abulafia, The Boundless Sea. A Human History of the Oceans, 2019, p. 512-513